# Acanthocis
Acanthocis is een geslacht van kevers in de familie houtzwamkevers (Ciidae).

## Soorten
- A. inonoti (Miyatake, 1955)
- A. quadridentatus Nobuchi & Wada in Nobuchi, 1959